# Nicole Silbermann
Nicole Silbermann (* 2. März 1993) ist eine deutsche Synchronsprecherin.

## Biographie
Nicole Silbermann wuchs in der Nähe von Hannover auf. Während ihrer Schulzeit übernahm sie am  Theater Löwenherz diverse Rollen. Nach dem Abitur 2012 studierte sie Englisch und Biologie an der Gottfried Wilhelm Leibniz Universität Hannover. Noch während ihres Studiums bildete sich Nicole Silbermann im professionellen Sprechen aus. Nachdem sie im Jahr 2021 erfolgreich ihre zweite Staatsprüfung als Lehrkraft für Gymnasien absolviert hatte, wurde sie als Synchronsprecherin sowie Sprecherin für Hörspiel, Hörbuch und Werbung tätig.

## Synchronrollen (Auswahl)
Filme
- 2019: Laidbackers als Mai Maisaka
- 2019: Clara und der magische Drache als Clara
- 2020: Blizzard of Souls – Zwischen den Fronten als Olya
- 2021: Hanasaku Iroha – Home Sweet Home als Ohana Matsumae
- 2021: Lovers als Ensamble

Serien
- 2019: Eine herrlich indische Familie als Puja
- 2020: Danmachi Familia Myth II als Arnya Flomel
- 2021: Hanasaku Iroha als Ohana Matsumae
- 2022: Ruby and the Well

## Hörbücher
- Miriam Mann, Marikka Pfeiffer, Angela Gstalter: Die magischen Traumtiere. Wirbel um die Riesenohrspringmaus. Mit Sebastian Fitzner. Lübbe Audio 2022.